# Cystorchis stenoglossa
Cystorchis stenoglossa är en orkidéart som beskrevs av Rudolf Schlechter. Cystorchis stenoglossa ingår i släktet Cystorchis, och familjen orkidéer. Inga underarter finns listade i Catalogue of Life.